# 香港有線新聞
香港有線新聞有限公司（英語：i-CABLE News Limited）是香港一家電視新聞機構，提供新聞及資訊予有線寬頻開電視有限公司旗下的免費頻道HOY資訊台、HOY TV、HOY國際財經台及港鐵車廂電視。
有線新聞品牌早於1993年10月31日香港有線電視啟播時萌芽，當時新聞部提供新聞報道予有線新聞台，播放各類型新聞資訊節目，後來逐漸增設多條自製新聞資訊頻道，與無綫新聞及Now新聞並列香港三大電視新聞網絡。香港有線新聞有限公司則於2006年在香港有線電視重組集團架構時成立。

## 主要平台

### HOY資訊台
HOY資訊台（數碼電視第78頻道），播映高清新聞報道，並直播突發事件的最新情況，交易日提供香港、亞洲、歐洲及美國等財經金融分析及報道，假日有較多資訊節目。每天黃金時段節目為7點直播室及晚間直播室。

### HOY TV
HOY TV（數碼電視第77頻道，前稱奇妙電視中文台、香港開電視）在2017年5月14日啟播後，部分時段會播放以下由香港有線新聞製作之新聞及財經節目，而78台HOY資訊台則主力會播放更多新聞報道及財經節目：
| 節目      | 播放時間     | 播放日期                           |
| --------- | ------------ | ---------------------------------- |
| 午間新聞  | 12:30－13:00 | 每日                               |
| 7點直播室 | 19:00－19:50 | 星期一至五（港股交易日）           |
| 7點直播室 | 19:00－19:30 | 星期一至五（公眾假期）及星期六、日 |
| 每日樓市  | 19:50－20:00 | 逢港股交易日                       |
| 有線新聞  | 23:00－23:30 | 星期一至五                         |
| 有線新聞  | 23:30－00:00 | 星期六、日                         |
| 樓盤傳真  | 19:30－20:00 | 星期日                             |

### HOY國際財經台
HOY國際財經台在2018年7月30日啟播後，會播放以下由香港有線新聞製作之普通話及英語新聞和財經節目：
| 節目                | 語言 | 播放時間                  | 播放日期 |
| ------------------- | ---- | ------------------------- | -------- |
| 有線新聞 Cable News | 英語 | 20:00－20:15 23:00－23:15 | 每日     |

### 曾播映頻道

#### 有線財經資訊台（已停播）
於1995年6月1日啟播，2006年1月重組並易名為現時名稱。該台在港股交易日重點直播股市實況，亦設有報道美國股市的節目，並於香港交易所設有直播室，假日則播放資訊節目。其主要競爭對手為now TV的now財經台及無綫電視的無綫財經 體育 資訊台（已於2024年4月停播，財經節目改由TVB Plus播出）。
有線財經資訊台的自製節目包括：
| 日間時段財經節目： - 股市直播室 - 窩輪攻略 - 一期一匯 - 大行報告 | 晚間時段財經節目： - 有線財經 - 華爾街速遞 - 灣區直送 | 周六周日資訊節目： - 拉近文化 - 周遊大灣區 - 樓盤傳真 - 有理有得傾 |

#### 有線新聞台（已停播）

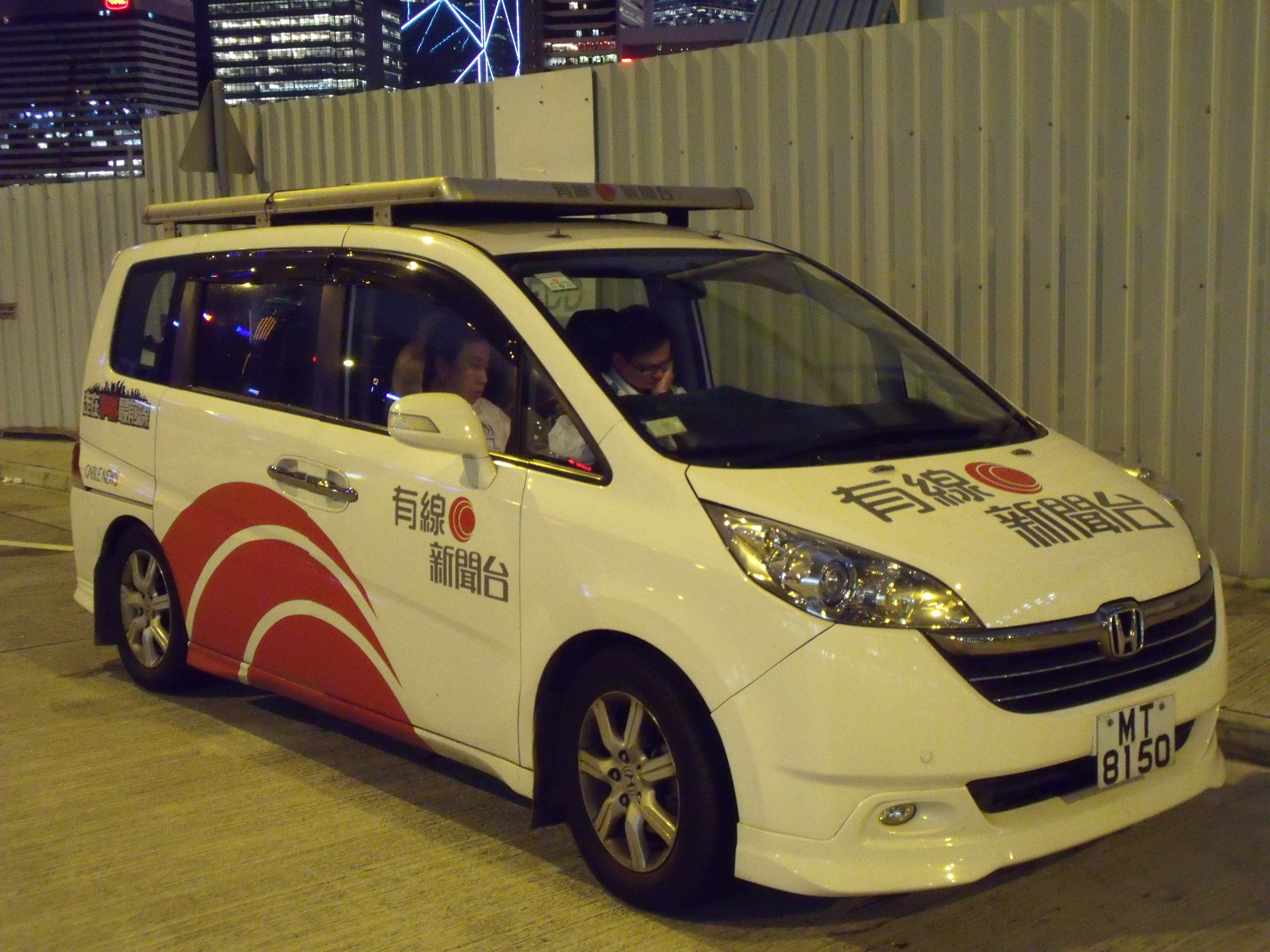
有線新聞採訪車

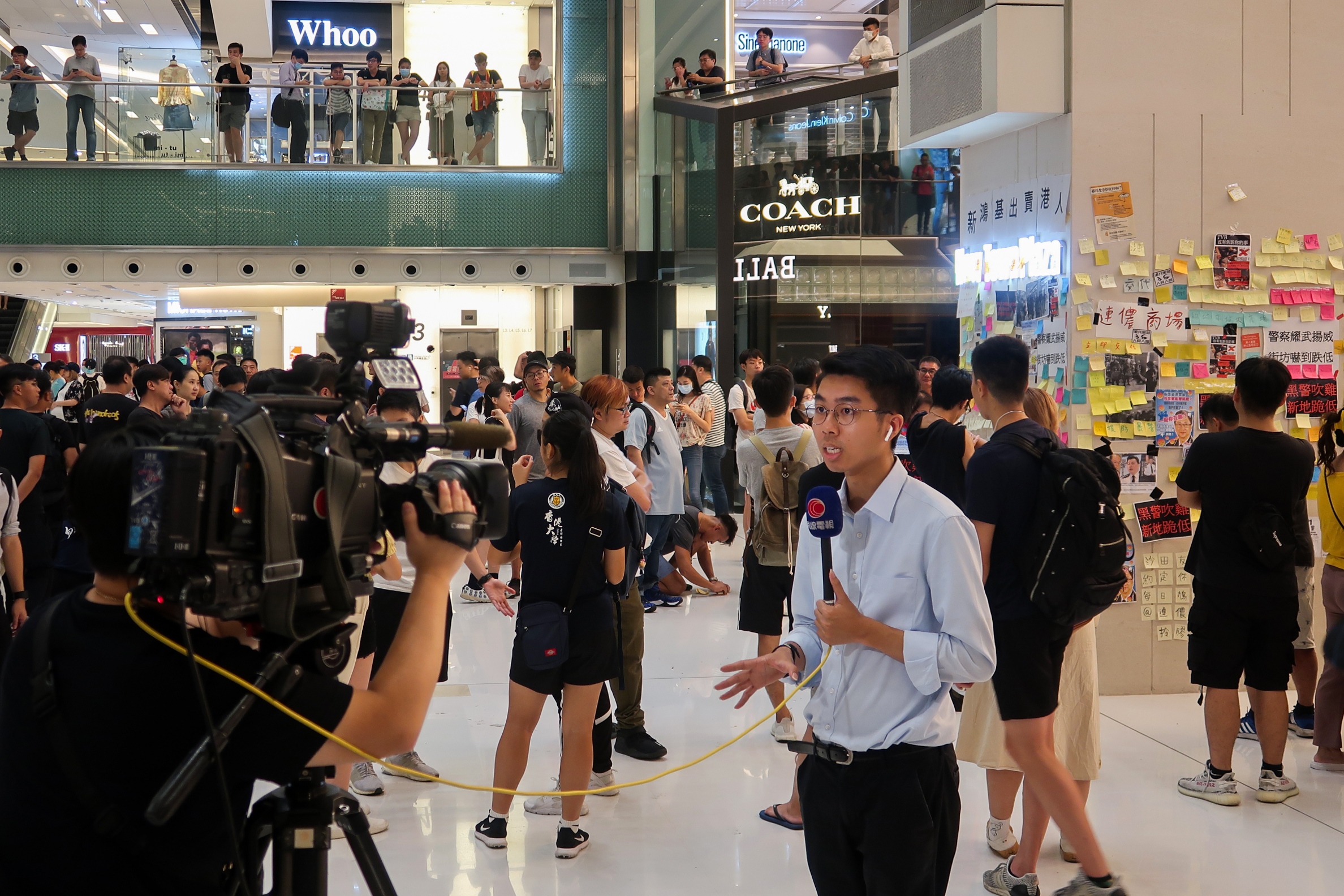
有線新聞記者進行直播

該台是全球首個24小時以粵語報道即時新聞的頻道。除了高清報道本地及國際新聞外，各節新聞內容一般還包括財經、體育及天氣消息等。該台成立後，香港各電視台紛紛效法，成立自己的新聞台，包括now TV的now新聞台及無綫電視的無綫新聞台。
新聞報道每半小時播映一次，報道本地及國際新聞（20:00及22:00首節報道國際新聞），於每小時00及30分開始播映。各節新聞時段如下：
- Cable早晨：Morning Cable（星期一至五07:00-09:00，星期六、日同一時段為《有線新聞》時段）
- 有線新聞：Cable News（星期一至五00:00-07:00、09:00-18:00、18:30-19:00及23:00-24:00，星期六、日00:00-12:30、13:00-18:00、18:30-19:00、19:30-21:00及21:30-24:00）
- 午間新聞：Noon News（12:30-13:00）
- 手語新聞報道：News Report in Sign Language（18:00-18:30）
- 六點半新聞報道：1830 News（18:30-19:00）
- 7點直播室：i-Cable Main News（星期一至五19:00-19:50，星期六、日19:00-19:30）
- 國際最前線：Global Focus（星期一至五20:00-20:30）
- 晚間直播室：Late News（星期一至五21:00-21:45，星期六、日21:00-21:30）

各節新聞報道內容包括：

| - 財經速遞 - 天氣消息 - 體育快訊 | - 新聞通識 - 今日社評（星期一至五上午） - 天氣報告（星期一至五傍晚） | - 今日新聞焦點（Cable早晨） - 日日有頭條 - 新聞刺針（2013年改組成立，為香港唯一的電視台負責調查報道） | - 體育extra（晚間直播室） - 歐聯/歐霸戰報 |

當突發事件、記者會、特別活動或儀式發生和進行時，新聞台會暫停播映以上新聞環節，透過直播畫面即時報道。

#### 其他已停播頻道
- 有線直播新聞台（第110/153頻道）直播大型事件、記者會及香港立法會會議。
- 有線港島交通台（第4頻道）
- 有線九龍交通台（第5頻道）
- 有線新界交通台（沙田及荃灣）（第4頻道）
- 有線新界交通台（屯門公路）（第5頻道）
- 有線天氣台（第6頻道）提供香港及世界各主要城市天氣資訊。
- 有線重點新聞台（第107頻道）播放重點新聞報道，每小時更新，每節為10分鐘。
- 寰宇台（英語新聞台）（第15頻道）於1994年5月起自行制作英語新聞頻道

## 有線新聞中心辦公室

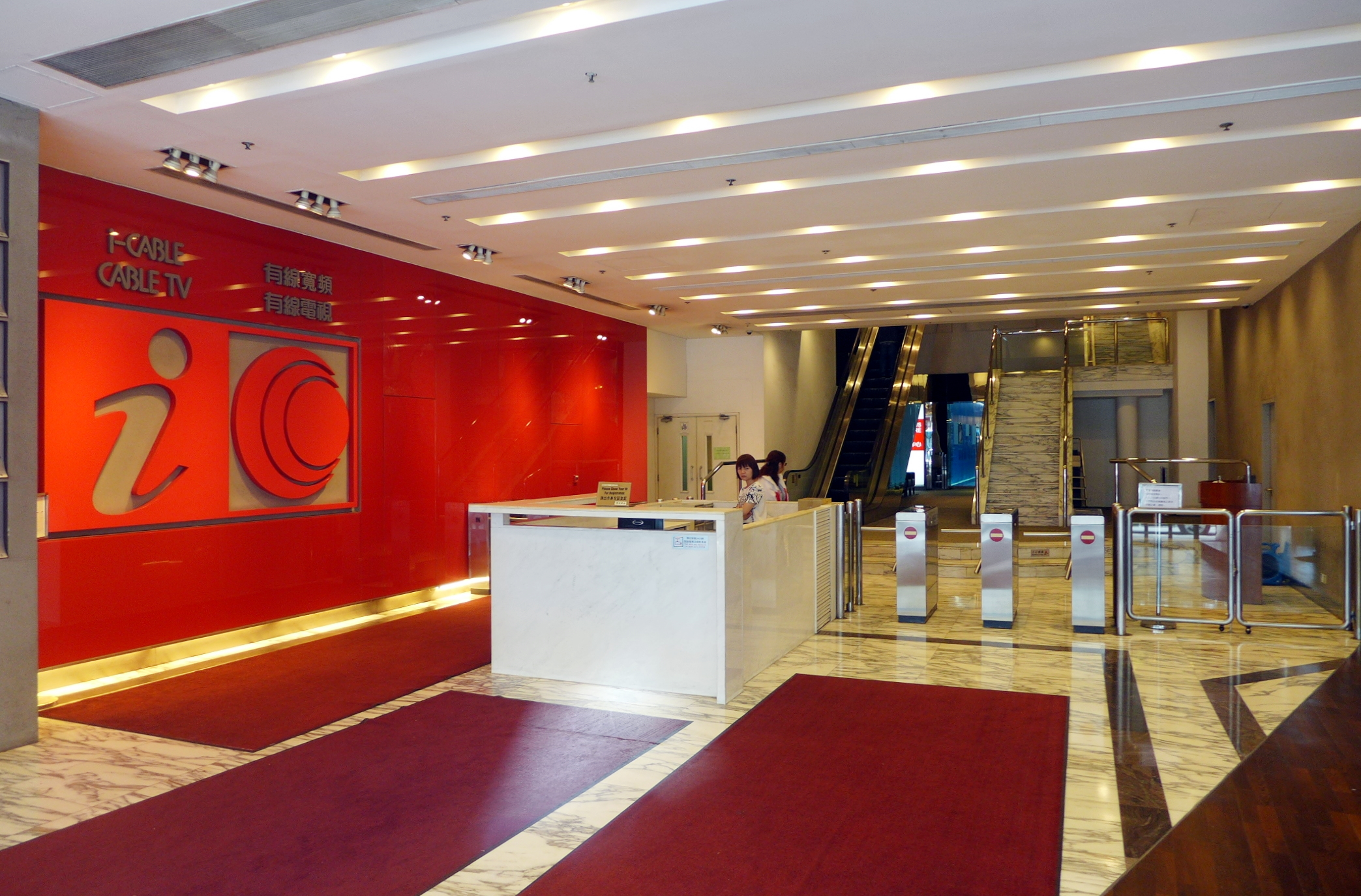
有線新聞中心─荃灣海盛路9號有線電視大樓地下

有線新聞中心及其總部位於荃灣海盛路9號有線電視大樓地下，佔地40,000呎，設有3個錄影廠，耗資港幣一億五千萬元興建，採用全數碼化系統製作新聞及其相關節目，2002年4月8日啟用，由當時的行政長官董建華主持啟用儀式。除了荃灣的有線新聞中心外，有線新聞亦在香港其他地方設立新聞辦公室：
- 立法會大樓辦公室：位於立法會綜合大樓內，主要供駐立法會和出外採訪的有線新聞台記者及編採人員使用。
- 九龍辦公室：原設於九龍塘森麻實道2號一樓，現位於石硤尾金玉大廈內，主要供出外採訪的有線新聞台編採人員使用，是現有各新聞中心及新聞辦公室當中，唯一一個小型新聞辦公室。
- 中環辦公室：原設於愛丁堡廣場碼頭，但由於受到中區填海第三期工程影響，辦公室在2006年1月搬遷至中環會德豐大廈，面積約5,000平方呎，是現時荃灣新聞中心以外唯一具備製作新聞及財經直播節目能力的新聞辦公室。使用初期由有線新聞台及財經資訊台的記者及編採人員共用，後來因立法會大樓的新聞辦公室啟用而僅餘下後者繼續使用。2017年4月20日，永升亞洲將成為有線寬頻大股東後，九龍倉於同月28日決定將其停止運作[3]。永升亞洲之後提供德輔道中遠東發展大廈一個單位替代，但樓面比上一代的新聞辦公室小得多；此辦公室已在2023年年初完成翻新工程，並將錄影廠一分為二，以增強節目的製作效率。

在香港以外，有線新聞亦於中國北京及廣州成立新聞中心，以派駐記者隨時在當地或附近地區進行採訪。

## 直播室

### 現有直播室
荃灣有線新聞中心內設有三個直播室，分別為虛擬場景直播室，具備擴增實景功能的新聞直播室及財經直播室。直播室歷經多次修繕，其中有線新聞台自2015年12月31日起以高清直播，廠景中加入觸控螢幕及擴增實景，以16:9比例拍攝、製作和播放，供訂購高清服務用戶觀賞。到2016年11月28日，有線推出高清財經資訊台，財經直播室也翻新及具備擴增實景。2023年HOY資訊台啟播，直播室也以新面貌示人，採用雙背景螢幕，三面舞台拍攝。
另外於以下地方設置遙控直播室：
- 交易所直播室：位於港交所的交易大堂，是多個財經直播節目的主持場地[4]。
- 中環直播室：原本位置設於愛丁堡廣場碼頭，但由於受到中區填海第三期工程影響，直播室在2006年1月搬遷至中環會德豐大廈，面積約5,000平方呎，是多個財經直播節目的另一個主持場地。2017年4月20日，永升亞洲將成為有線寬頻大股東後，九龍倉於同月28日決定將其停止運作[3]。永升亞洲之後提供德輔道中遠東發展大廈一個單位替代，但樓面比上一代的直播室小得多。

### 已停用的直播室
- 尖沙咀直播室（1993年-2001年）：原本位置設於海港城近廣東道位置，不過到了九十年代中期搬遷至海運大廈3樓。到了2001年配合商場翻新工程而停用。
- 沙田直播室（1993年-1996年）：原本位置設於沙田中心連接好運中心行人天橋旁。1996年停用後變為日本城，在1998年變更為優之良品。
- 九龍塘直播室：原為於九龍塘森麻實道2號一樓。

### 戶外攝影機
有線新聞現時於香港不同地方，包括銅鑼灣、尖沙咀、深井及葵涌的建築物頂層設立戶外攝影機，並在HOY資訊台的天氣消息及片尾播出相關片段，以觀察戶外即時的情況。
根據新聞安排，日間時段（07:00－18:59）會隨機使用任何一部的戶外攝影機報道天氣或作片尾/間場片段，晚間時段（19:00-23:59）會使用位於尖沙咀、葵涌或銅鑼灣的戶外攝影機，而深夜及清晨時段（00:00－06:59）則會使用位於葵涌或深井的戶外攝影機。
現有戶外攝影機位置如下：
| 攝影機所在地           | 顯示名稱                       | 攝影機可拍攝範圍                                                                       |
| ---------------------- | ------------------------------ | -------------------------------------------------------------------------------------- |
| 銅鑼灣伊利莎伯大廈     | 灣仔／維多利亞港／紅隧港島入口 | 維多利亞港、會展東面、灣仔運動場、海底隧道港島入口、告士打道及銅鑼灣避風塘             |
| 尖沙咀凱悅酒店         | 尖沙咀／維多利亞港             | 維多利亞港、海運碼頭、西九文化區、九龍站上蓋物業、環球貿易廣場及彌敦道                 |
| 葵涌瑪嘉烈醫院護士學校 | 青葵公路／葵涌貨櫃碼頭         | 香港島西面、環球貿易廣場、美孚新邨、昂船洲大橋、青葵公路、葵涌貨櫃碼頭及荔景站隧道入口 |
| 深井海韻台             | 屯門公路                       | 屯門公路、汀九橋、青衣北岸公路、深井、珀麗灣及青馬大橋                                 |

已停用的戶外攝影機位置如下：
| 攝影機所在地       | 顯示名稱         | 攝影機可拍攝範圍                                       | 停用年份 |
| ------------------ | ---------------- | ------------------------------------------------------ | -------- |
| 荃灣有線電視大廈   | 荃灣             | 藍巴勒海峽、青荃橋、青衣站、荃灣路、荃灣西站及長發邨   | 2017年   |
| 沙田博康邨博達樓   | 獅隧沙田入口     | 沙田路、豐盛苑及沙田頭村                               | 2009年   |
| 中環愛丁堡廣場碼頭 | 中環／維多利亞港 | 維多利亞港、尖沙咀碼頭及中環海濱                       | 2006年   |
| 西環西區海底隧道   | 西隧港島入口     | 干諾道西（天橋）、干諾道西、信德中心及西區海底隧道入口 | 2006年   |
| 香港空運中心       | 香港國際機場     | 貨運停機坪、機場（南）/（北）跑道、一號客運大樓        | 2002年   |
| 香港理工大學       | 紅隧九龍入口     | 紅磡站、海底隧道收費廣場、海底隧道巴士轉車站           | 不詳     |

*各攝影機所拍攝到的影像之例子可以經以下連結參考

## 財經節目主持
週一至週五上午的主持是黃國禧，下午是黃皓琳。替代主持包含黃健臻、洪家昇、黃合秀。

## 團隊編制
有線新聞主播為香港新聞界第一代全職主播，會被調派到採訪組或國際新聞組等崗位培訓。相反，港聞採訪記者一般不會在直播室內報道新聞。主播除報道新聞，亦會撰寫對答和天氣稿。其中王巧擔任有線新聞台主播超過20年，現為總主播，另外兩位資深主播關善茹和游安怡則轉為編輯。有已離職第一代主播曾間中參與資訊節目主持，如容婉華及莊安宜。
主播組現分為總主播、首席主播、高級主播及主播，編輯組分為總編輯主任、副總編輯主任、編輯主任及助理編輯主任，採訪組則分為總採訪主任、採訪主任、助理採訪主任、首席記者、高級記者及記者。
2009年12月，有線寬頻網站為主播設立官方網誌，取代以往舊網頁的「精英檔案」，拉近與觀眾之間的距離。不過，瀏覽及留言人數不高，加上社交平台和討論區興起，該網站於2016年11月關閉。
除國際組記者外，所有記者均主要在香港採訪及旁述新聞，但在發生重要事件或進行專題報道時，前往外地採訪，而財經記者亦會在交易日同時兼任財經資訊台的股市節目之主持人。
中國組記者曾輪流派駐北京及廣州記者站；中國組從2007年開始，新聞播出時省略駐站（地方名）記者，統稱為中國組記者在（地方名）報道；而記者站的工作人員也會被派到其他省份採訪。不過，有線新聞於2020年人事更替後，改由港聞採訪記者輪流派駐北京，並於報道尾聲標註為「駐北京記者」報道，與其他香港電視台做法類似。而大灣區財經組記者輪流長駐廣州記者站和前往廣東省內的城市及澳門採訪，但會在有需要時回港採訪。

## 管理層
2019年2月28日，原執行董事趙應春榮休，出任有線寬頻董事會主席特別顧問。3月13日，原職位會由有線新聞的創始團隊馮德雄繼任，原新聞總監黃餘發升任高級副總裁。
2020年8月10日，馮德雄轉任顧問，其職位由主播謝燕娜接任，陳興昌及李臻擔任新聞總監。同年9月21日，前無綫新聞副經理許方輝加入有線新聞和體育，與謝燕娜共同出任新聞及公共事務副總經理。

## 前員工
以下內容不收錄沒有來源根據項目，請依來源判讀可信性及真確性。
| 近況：轉投無綫新聞       | 近況：轉投無綫新聞                      | 近況：轉投無綫新聞                          | 近況：轉投無綫新聞                                            |
| ------------------------ | --------------------------------------- | ------------------------------------------- | ------------------------------------------------------------- |
| 許方輝                   |                                         |                                             |                                                               |
| 近況：轉投商業電台       |                                         |                                             |                                                               |
| 許秋霞                   |                                         |                                             |                                                               |
| 近況：轉投東方日報       |                                         |                                             |                                                               |
| 鄒文妮                   |                                         |                                             |                                                               |
| 近況：轉投ESPN           |                                         |                                             |                                                               |
| 關家昌                   |                                         |                                             |                                                               |
| 近況：移民海外／外國進修 |                                         |                                             |                                                               |
| 陳保華 （移民）          | 梁可瑩 （現於英國）                     |                                             |                                                               |
| 近況：其他               |                                         |                                             |                                                               |
| 張慧慈 （專欄作家）      | 黃嘉如 （香港婚活有限公司創辦人及董事） | 羅淑儀 （香港恒生大學 傳播學院高級講師）    | 蔡家俊 （民政及青年事務局助理秘書長（民政事務）               |
| 黃浩賢 （立法會秘書處）  | 趙應春 （香港恒生大學 傳播學院副院長）  | 黃麗萍 （香港恒生大學傳播學院高級行政主任） | 王春媚 （香港浸會大學兼任講師、香港恒生大學傳播學院兼任講師） |
| 退休或已去世梁靜雯       |                                         |                                             |                                                               |

## 舉辦活動
有線新聞在每年年終，均會與商業電台和星島日報合辦「十大新聞選舉」，另外亦會與香港各大媒體合辦「特區政府施政十件大事評選活動」，讓市民選出自己心水新聞。亦有與香港電台、經濟日報和消費者委員會舉辦「（生肖）年十大消費新聞選舉」。又為「最佳管理培訓獎」比賽的合作媒體。與香港證監會合辦比賽包括「投資智叻闖三關」和「你我的投資故事」比賽。
此外，有線新聞也曾舉辦各類型講座和論壇，包括「香港杯外交知識競賽」、「新聞最前線」論壇、「亞洲新世代」講座、與明報合辦的「傳媒與國情教育」講座及「投資者教育講座系列」、財經樓盤講座、「09應對海嘯研討會」、「海嘯一年：浮游泡沫中」、歷屆自行主辦立法會選舉選前論壇──「直選擂台」和「功能組別選舉論壇」等。
2009年7月，莊安宜、王巧、關善茹、王靜茵、王春媚、王沛然、曾美華、張曉雯、游安怡及劉紫鳳十位主播為其著作《有線主播點線面》於香港書展舉行簽名會。

## 口號
- 有線新聞，最快最新（1998年-2006年11月）
- 走在事實最前線（2006年11月起，至今仍是Facebook專頁所列的口號）
- 有線新聞，公信力始終如一（2014年-2019年）
- 一手掌握 有線新聞（有線新聞OTT App，2019年至2023年）
- 有線新聞 始終如一（2023年）[27]

## 著作
- 《至FIT男女之常見都市病》，嘉出版2005年2月初版，ISBN 962-8832-980
- 《再見女主播──離開，是為了回來的風景》，張宏艷著，天窗出版2005年11月初版，ISBN 988-98328-5-2。
- 《神州穿梭記者眼》，蔡淑儀、鄧美玲、胡力漢、吳曉東、呂秉權、黃淑玲合著，明窗出版社2006年7月初版，ISBN 962-8918-55-9
- 《穿梭背後》，有線電視中國組著，明報出版社2009年5月初版，ISBN 978-962-8994-77-9
- 《有線主播點．線．面》，莊安宜、王巧、關善茹、王靜茵、王春媚、王沛然、曾美華、張曉雯、游安怡及劉紫鳳著，明報出版社2009年7月初版，ISBN 978-988-8026-20-3。
- 《中國龍頭企業領袖》，蔡展翔著，明報出版社2009年12月初版，ISBN 978-988-8027-03-3。

## 榮譽
- 2003年10月，記者張寶華的《追問中央欽定特首，江澤民怒斥香港記者「TOO SIMPLE, SOMETIMES NAIVE」》、《探討中國痲瘋病人人權問題》及《追問粵港合作問題，廣州市長斥港傳媒惟恐天下不亂》；蘇啟智的《疫症蔓延前——廣東/香港》、《泥土黎民系列之賣血鄉及鄉債》及《天下第一難》在第一屆香港中大新聞獎中分別獲頒傑出表現獎和大獎[28]。
- 2007年12月，三個專題報道，包括張宏艷的《日本對談系列》、呂秉權的《神州穿梭——切胸之痛》和林建誠的《追蹤走私魚》，獲頒第三屆中大新聞獎[29]。
- 2008年，中國組記者呂秉權憑「四川大地震之豆腐渣工程」榮獲亞太廣播聯盟(ABU)新聞組大獎[30]、憑「四川大地震之豆腐渣工程」榮獲紐約國際電視電影節特別報道組銅獎、憑「四川大地震之北川瓦礫下的女孩」獲紐約國際電視電影節突發新聞組優異獎。林建誠憑「四川大地震之險遇泥石流」獲紐約國際電視電影節影像新聞組銅獎。
- 2017年，有線新聞3段新聞報道及新聞刺針報道《屋苑管理系列 - 垃圾桶圍標 / 天價會議記錄》分別榮獲第17屆消費權益新聞報道獎 影像(短片) 金銀銅獎及影像(長片)銀獎[31]。
- 2017年，新聞刺針兩個報道，包括莫志樑的《香港有個尼泊爾記者》及楊量傑的《立法會選舉大埔票站三百票之謎 》，榮獲第21屆人權新聞獎優異獎[32]。
- 2017年，新聞刺針記者莫志樑，憑《氫水機消費陷阱》，獲頒第38屆Telly Award銅獎[33]。
- 2017年，四個專題報道，包括楊量傑的《區議會選舉15萬𠝹票》、胡國威的《首置客高企假象 投資者成功避辣稅》、胡力漢的《文革50年》－「覺醒‧遺毒」及馮惠儀的《六七記憶‧對峙與反思》在第八屆香港中大新聞獎分別獲頒最佳視像新聞獎大獎及優異獎，和最佳視像專題獎新聞獎大獎及優異獎[34]。
- 2018年，有線新聞《海麗邨罷工 清潔外判商問題系列》及新聞刺針報道《直擊公屋裝修承辦商不良商業手法》、《動物傳心得唔得？》及《「暖男」出沒注意》，分別榮獲第18屆消費權益新聞報道獎影像 (短片)組別銀獎、影像(長片)組別金獎、銅獎及優異獎[35]。

## 相關事件
有線新聞記者在採訪上，在2020年12月大裁員前，一向被視為比較進取、甚少感受到外界投訴。反之其他傳媒因為受到官方或商界壓力而自我審查。因此，多年來採訪期間曾屢次阻撓或遇襲，記者受傷，需由新聞部出面解決事件。

### 江澤民斥罵有線記者
2000年10月27日，有線新聞記者張寶華到北京採訪時任香港行政長官董建華述職，期間向時任中共總書記兼國家主席江澤民一再追問是否支持董建華連任，並提問「會不會被人說是內定還是欽定呢？」，被江澤民訓斥香港記者的問題「too simple，sometimes naive（太簡單，有時很幼稚）」，並稱連任要按法律規定，但同時表明「當然我們（中央）的決定也很重要，到時候我們會表態的」，並指記者要為報道時的「偏差」負責。

### 中國組記者採訪屢遇襲
2006年5月，記者李家聰在廣東省深圳市採訪PAAG事件期間，遭富華醫院人員毆打受傷，事後6名涉案陝西省籍男子被拘捕。
2010年8月1日，中國組記者林建誠以及now寬頻電視、《明報周刊》和路透社的記者在廣州採訪撐粵語行動時被公安帶走。
2018年5月12日，有線中國組記者陳浩暉前往四川都江堰當年汶川大地震導致校舍倒塌、200名學生死亡的聚源中學遺址外採訪時，發現香港商業電台記者疑被不明人士包圍，遂拿起手機拍攝，但被2名自稱「老百姓」男子拖到一旁毆打頭及肚。有線新聞部對事件表示憤慨及不可接受。香港特區政府包括正在四川訪問的林鄭月娥對事件「非常關注」。同日傍晚，都江堰外宣辦帶來2名打人男子向記者親自鞠躬道歉。他們初時聲稱有家人在地震中遇難，後改口稱沒有家人遇難。翌日有遇難學生家長認出，2名打人男子其實是村官。

### 北京公安叉頸襲記者
2008年7月25日，香港傳媒在北京採訪奧運門票發售期間遭公安驅趕，其中中國組記者羅暉翔被叉頸和推倒地上。

### 反修例示威採訪遭港警針對
2019-2020年在反對修訂逃犯條例運動期間，有線新聞記者屢被香港警察針對，多次不合理及粗暴對待前線採訪人員，包括無理阻礙採訪、推撞、正面噴胡椒噴劑、投擲催淚彈、發射水炮，以閃光電筒及強光燈照射記者及強行扯下記者防護面罩等。有線新聞部遂於2019年11月22日正式去信投訴警察課，投訴該台23名前線人員遭受警暴。惟情況沒有改善，翌年1月19日旺角及3月9日將軍澳尚德邨的採訪行動中有線記者仍被警員粗暴對待，警方僅以「無心之失」及「記者應保持距離」作推塘藉口，新聞部表示極度遺憾。

### 「河蟹」中移動用戶大跌報道
2020年3月COVID-19疫情蔓延之際，有線財經資訊台在其Facebook專頁發布一則題為「700萬人去哪兒？」的帖文，報道中國移動流動用戶破紀錄大跌725萬戶，並配以七個語調幽默的hashtag表示疑問。該帖累計逾七千讚好和分享，但被執董馮德雄要求刪帖，並解僱負責編輯。馮解釋道涉事帖文違反新聞原則，相關hashtag為無事實根據的暗示和臆測，又強調不涉及政治考慮。事件令財經組士氣低落，財經資訊台台長兼財經組採訪主任顏寶剛其後亦請辭但獲挽留。

### 刪天安門母親論港版國安法訪問片段
2020年六四事件31周年，有線新聞播出天安門母親發起人之一張先玲的訪問，全長3分鐘1秒。不過談及「港版國安法」的15秒的訪問原聲內容「那就是你說錯一句話，也可以說你是顛覆國家政權」被刪走，有線中國組facebook專頁只保留被刪剪的版本，而有線網站的片段被下架，只保留文字版。有線新聞部員工向《立場新聞》表示，質疑事件是自我審查。有線新聞執行董事馮德雄承認，是他個人認為張先玲不了解國安法，因而決定剪輯報導，並提到「張先玲未必適合（評論港版國安法）」，而作出決定時沒有同事反對。他強並非自我審查，而是「 newsroom（新聞部）的日常。」

### 高層變動
2020年8月初，有線新聞部出現人事變動。內部通告指主管新聞部的資深傳媒人、執行董事馮德雄突然改任顧問，而香港國際財經台英語新聞部主管謝燕娜則獲升任為新聞及公共事務副總經理，並主管整個新聞部。而公司開設兩個新聞總監職位，分別由前無綫新聞及Now 新聞台主播李臻，以及前亞視新聞及公共事務部副總裁陳興昌出任。

### 突然解僱3名資深工程部員工 逾220員工聯署
2020年8月21日，有報道指三名工作超過20年，在工程部工作的資深主管即時被解僱。事件引起新聞部嘩然，逾220名新聞部員工，包括港聞採訪組全體採訪主任及全體記者、有線中國組全體員工等發表公開聯署信，向有線寬頻董事會主席及財務總裁表達對事件「震驚、不解，甚至憤怒」，認為解僱對有線新聞是「難以挽回的損失」。有線財務總裁郭子健於24日會晤新聞部各主管和員工，解釋解僱3人是調整公司架構及人力資源的檢討，目的是強化新聞部。同日總主播王春媚證實已請辭，並寄語同事「縱風雲變色，大家也要專業為先」。

### 大裁員40人「新聞刺針」全組遭解僱

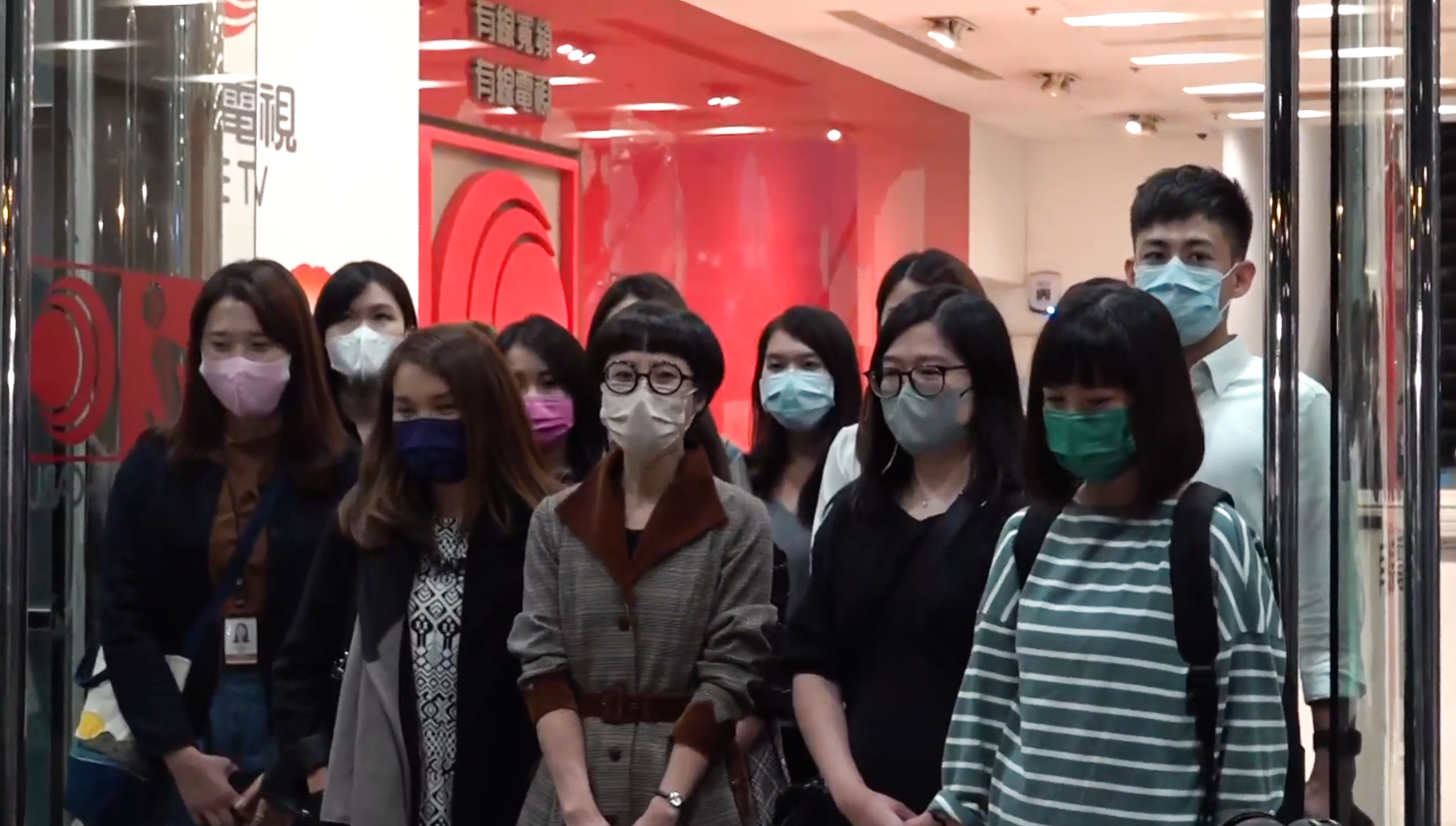
有線新聞港聞組5名採主及11名記者即時辭職，抗議有線新聞解僱約40名新聞部員工，對高層一手摧毀有線新聞部表示極度遺憾。

2020年12月1日，有線新聞部裁員約40人，其中「新聞刺針」小組全被解僱。而港聞、財經、剪接和美術組等員工亦受影響。受影響員工接獲通知後須即時離職。消息一出，新聞部員工隨即要求新聞部主管謝燕娜、許方輝、李臻和陳興昌要交代理據，新聞總監陳興昌斥同事「講爛仔數」，副總經理謝燕娜反罵員工「公審」，拒絕公開對質。除「新聞刺針」全裁外，有線中國組助理採訪主任黃麗萍亦被解僱，主管司徒元率領一眾組員隨即總辭抗議。同一時間，港聞組資深記者冼程峰、體育組主播林普斯、陳漢威、主播組首席主播劉紫鳳亦同樣收到解雇信。
入夜後，港聞組5名採主級人員林穎茵、兩名助理總採主曾楚群及林妙茵、採主雷子樂、助理採主陳婉婷和11名記者辭職，並發布共同聲明，指出被解僱的大部分都是服務新聞部多年的資深員工，過往表現突出，名單包括專題組新聞刺針全組記者。他們對公司高層一手摧毀有線新聞部表示極度遺憾。該事件成為1994年亞視「六君子事件」後香港新聞界最大型的總辭行動。

### 有線新聞女主播跳舞令高層震怒
2023年5月中，有線新聞部的主播余茵娜、梁思齊、梁家正離職，5位女主播梁思齊、余茵娜、陳凱筠、羅添盈、郭希琳在新聞部佈景板前跳Jisoo@BLACKPINK的《Flower》開花舞，並上傳到個人網站，後因「高層不滿」而下架。。中大新聞系講師梁麗娟認為，認為有關電視台反應「過激」和「嚴厲」。

### 刪走福島核廢水氚排放量低於大亞灣核電站的報道
2023年8月25日，有線新聞引述日本及各地官方數據，指福島核廢水氚排放量上限比大亞灣等核電站低，報道同時訪問浸大學者何觀陞，指出雖然福島核廢水因接觸過核反應堆芯而帶有放射性，但日本的處理手法和海洋無限稀釋風險不高下，核廢水放射性元素濃度會大幅降低。不過相關報道在播出後數小時被刪除，連結亦失效。有線新聞指“新聞內容編排乃新聞部的編採部決定，集團不作評論。”